# Momma
Pour les articles homonymes, voir Momma (homonymie).
Momma est une série de bande dessinée humoristique de l'Américain Mell Lazarus diffusé sous forme de comic strip depuis le 26 octobre 1970, d'abord par Publishers-Hall Syndicate (en), depuis 1988 par Creators Syndicate (en). Depuis la mort de Lazarus en juillet 2016 ce sont des rééditions qui sont diffusées.
Momma met en scène Sonya Hobbes, une petite veuve âgée qui aime à contrôler ses trois enfants adultes, Thomas la quarantaine, dont l'épouse Tina s'entend mal avec Momma, Francis, un paresseux invétéré d'une vingtaine d'années qui vit encore à la maison, et Marylou, une secrétaire dont les amants ne trouvent jamais grâce aux yeux de Sonya.
Cette série diffusée dans plus de 400 journaux du monde entier au début des années 2000 et qui a valu à son auteur en 1982 le prix Reuben, principale distinction du comic strip américain, reste méconnue en France.